# Élections générales néo-brunswickoises de 2003
L'élection générale néo-brunswickoise de 2003 se déroula le 9 juin 2003 afin d'élire les députés de la 55e législature à l'Assemblée législative de la province du Nouveau-Brunswick (Canada). Il s'agissait de la 35e élection générale depuis la confédération canadienne de 1867 et la 55e depuis la création du Nouveau-Brunswick en 1784.

## Déroulement de la campagne
Au début de la campagne, on prédit un raz-de-marée pour le Parti progressiste-conservateur de Bernard Lord. La situation se retourne toutefois rapidement lorsque Shawn Graham, chef du Parti libéral du Nouveau-Brunswick, fait des taux d'assurance-automobile, qui montaient en flèche depuis peu, sa cause principale. Le Parti libéral centre sa campagne sur trois points :
1. l'amélioration des soins de santé ;
2. empêcher la privatisation d'Énergie NB, la société de la couronne qui régit l'électricité dans la province ;
3. et la réduction des taux d'assurance automobile.

La campagne des libéraux est presque sans faille, tandis que Lord et les progressistes-conservateurs rencontrent de nombreux problèmes ; leur position sur les taux d'assurance-automobile change plusieurs fois au cours de la campagne, qui dure 30 jours.
Les résultats de l'élection sont très serrés : le soir du scrutin, à mesure que les résultats sont annoncés, personne ne peut en prédire l'issue. Shawn Graham affirme même à la télévision, lorsque les derniers résultats paraissent, que « jusqu'à il y a 5 minutes, je croyais être le Premier ministre. »
Le Nouveau Parti démocratique présente des candidats dans chacune des 55 circonscriptions provinciales. Toutefois, Elizabeth Weir, la chef du parti, est la seule néo-démocrate élue à l'Assemblée législative.
Le nouveau (mais très éphémère) Parti gris du Nouveau-Brunswick, une aile du Parti gris du Canada, présente 10 candidats, dont le chef du parti, Jim Webb.

## Résultats
| Parti | Parti                     | Chef           | Candidats | Sièges | Sièges | Sièges | Sièges | Score   | Score  | Score |
| Parti | Parti                     | Chef           | Candidats | 1999   | Diss.  | Élus   | +/-    | Voix    | %      | +/-   |
| ----- | ------------------------- | -------------- | --------- | ------ | ------ | ------ | ------ | ------- | ------ | ----- |
|       | Progressiste-conservateur | Bernard Lord   | 55        | 44     | 46     | 28     | 16     | 174 092 | 45,4 % | 7,6   |
|       | Libéral                   | Shawn Graham   | 55        | 10     | 7      | 26     | 16     | 170 028 | 44,4 % | 7,1   |
|       | NPD                       | Elizabeth Weir | 55        | 1      | 1      | 1      | 0      | 36 989  | 9,7 %  | 0,9   |
|       | Parti gris (en)           | Jim Webb       | 10        | Nv.    | -      | -      | Nv.    | 1 550   | 0,4 %  | Nv.   |
|       | Indépendant               | Indépendant    | 2         | -      | -      | -      | 0      | 415     | 0,1 %  | 0     |
|       | Vacant                    | Vacant         | Vacant    | Vacant | 1      |        |        |         |        |       |
| Total | Total                     | Total          | 177       | 55     | 55     | 55     | -      | 383 074 | 100 %  | 100 % |

## Source
- (en) Cet article est partiellement ou en totalité issu de l’article de Wikipédia en anglais intitulé « New Brunswick general election, 2003 » (voir la liste des auteurs).